# Karl August Görner

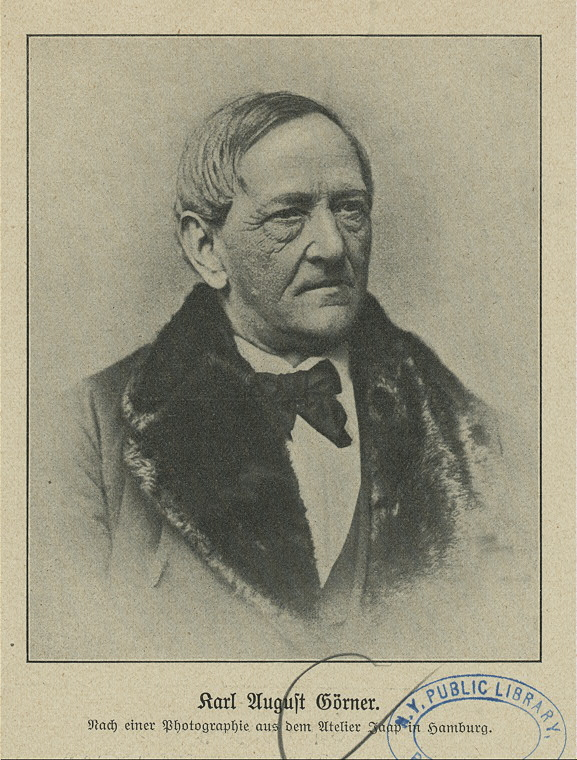
Karl August Görner

 Karl August Görner, auch Carl August Görner (* 29. Januar 1806 in Berlin; † 9. April 1884 in Hamburg) war ein Schauspieler, Regisseur und Bühnendichter.

## Biografie und künstlerisches Wirken
Karl August Görner, Sohn eines Finanzbeamten, wurde im elterlichen Haus mit den großen Bühnenkünstlern seiner Zeit bekannt, u. a. mit Ludwig Devrient, der im selben Haus wohnte und der ihm Freund und Mentor wurde. 1822 verließ er heimlich das Berliner Elternhaus, um sich der Bühne zu widmen, und betrat diese zuerst in Stettin (bei der Curiotischen Truppe), dann am herzoglichen Hoftheater in Köthen.
Mit 18 Jahren Direktor einer eigenen Gesellschaft, zog er mit dieser zwei Jahre lang umher, wurde dann 1827 am Hoftheater in Neustrelitz engagiert, wo er es schließlich zum Oberregisseur und Schauspieldirektor brachte. Dort spielte Görner Rollen wie den Wurm in Kabale und Liebe, den Marinelli in Emilia Galotti, den Adam in Der zerbrochne Krug oder den Zwirn in Lumpazivagabundus. Am 22. Mai 1832 heiratete er in Neustrelitz die Opernsängerin Friederike Tomasini (1810–1886), eine Tochter des Violinvirtuosen und Hofkonzertmeisters (Aloisio) Luigi Tomasini (1779–1858). Görners Frau debütierte im Alter von 16 Jahren am Neustrelitzer Hoftheater als Lorezza in der Oper Jean de Paris (Johann von Paris). Aus der Ehe gingen fünf Kinder hervor, wovon zwei Söhne ebenfalls Schauspieler wurden. Aus seiner zweiten Ehe mit der Schriftstellerin Ida Franziska Görner, geb. von Buch (* 11. April 1830; † 19. März 1888), die Görner in Hamburg schloss, gingen zwei weitere Kinder hervor.
1848 begab er sich nach Breslau, von hier 1853 an das Friedrich-Wilhelmsstädtische Theater in Berlin, übernahm 1855 die Leitung der Krollschen Bühne und ging 1857 nach Hamburg, wo er seitdem abwechselnd beim Thalia- und Stadttheater als Charakterspieler und Oberregisseur tätig war und 1882 sein 60-jähriges Künstlerjubiläum feierte.
1863 wurde Ernst von Possart als Ersatz für Karl August Görner als Regisseur an das Hamburger Stadttheater berufen.
Bevor Görner nach Hamburg übersiedelte, verkaufte er seine große geologische Sammlung an den Neustrelitzer Großherzog Georg. Die als „Görnerianum“ bezeichnete Sammlung führte in Neustrelitz seither ein Schattendasein und wurde 1945 beim Schlossbrand vollständig vernichtet.
Görner starb am 9. April 1884 während einer Probe auf der Bühne des Thalia Theaters. Die (insbesondere in den 1950/1960er Jahren) bekannte Schauspielerin und Sängerin Christine Görner ist seine Urenkelin.

## Werke (Auswahl)
Sein erstes Bühnenstück: Gärtner und Gärtnerin, wurde 1826 in Freiberg aufgeführt. In dem darauf folgenden halben Jahrhundert hat er die deutsche Bühne mit ca. 150 Stücken beschenkt, von denen mehr als 100 in verschiedenen Sammlungen, wie: Almanach dramatischer Bühnenspiele (Bd. 1–4, Breslau 1851-54; Bd. 5–9, Hamburg 1857-61; Bd. 10 u. 11, Altona 1866-68), Lustspiele (Hamburg 1856-72,. 2 Bde.), Possenspiele (Altona 1862), Deutsches Theater (Altona. 1865 ff.) u. a., gedruckt sind.
Zu den bekanntesten gehören:
- Nichte und Tante
- Schwarzer Peter
- Englisch
- Sneewittchen und die Zwerge (Kindermärchen)
- Ein glücklicher Familienvater
- Tantchen Unverzagt
- En passant
- Der geadelte Kaufmann
- Erziehung macht den Menschen
- Salz der Ehe u. a.

Als ein besonderes Genre bildete Görner die Kinderkomödie aus (Kindertheater, Berlin. 1855, 6. Bdchn.) und belebte von neuem das alte dramatische Weihnachtsmärchen in seinen Weihnachtsmärchen-Komödien (Hamburg 1879 – 1884, 18 Bdchn.). Außerdem veröffentlichte er den Deklamator für öffentliche und Privatgesellschaften (Hamburg 1864 -70, 3 Bde.), Konzert- und Gesellschaftsdeklamator (Originalarbeiten, 1879, 9 Bdchn.) und den humoristischen Führer Nach Helgoland und auf Helgoland (6. Aufl. 1883).